# Lago Ancylus
El lago Ancylus es un nombre dado por los geólogos a un gran lago de agua dulce que existió en el norte de Europa aproximadamente entre 9500 y 8000 años AC, siendo en efecto uno de varios predecesores del moderno Mar Báltico.

## Origen, evolución y desaparición
El lago Ancylus reemplazó al mar de Yoldia después de que este último fuera separado de su entrada salina a través de una vía marítima a lo largo de las tierras bajas de Suecia central, aproximadamente entre Gotemburgo y Estocolmo. El corte fue el resultado de que el aumento isostático fue más rápido que el aumento simultáneo del nivel del mar posglacial.
En palabras de Svante Björck, el lago Ancylus «es quizás la más enigmática (y discutida) de las muchas etapas bálticas». La salida y la elevación del lago en relación con el nivel del mar estuvieron rodeadas de controversia durante mucho tiempo. Ahora se sabe que el lago estaba sobre el nivel del mar, incluido el Lago Vänern, y drenaba hacia el oeste a través de tres salidas en Göta Älv, Uddevalla y Otteid. Como resultado del continuo levantamiento isostático de Suecia, se cortaron las salidas en el centro de Suecia. A su vez, esto resultó en que el lago se volcara sobre un sustrato de till en lo que ahora es el Gran Belt en Dinamarca. Al estar ubicado a no menos de 10m sobre el nivel del mar, el lago comenzó a drenar hacia el mar a través del río Dana entre los años 9000 y 8900 AP. Se cree que la formación del río Dana causó una erosión dramática de sedimentos, turberas y bosques a lo largo su camino. Esto condujo inicialmente a una caída relativamente rápida del nivel del lago durante cientos de años, que luego continuó a un ritmo más lento. Otra consecuencia del descenso del lago y el levantamiento isostático fue que se formó un puente terrestre de norte a sur entre el lago Vänern y el lago Ancylus, lo que convirtió efectivamente al lago Vänern en una cuenca separada.
El lago Ancylus existió desde aproximadamente 9500 a 8000 años AP calibrado, durante el período boreal. El lago se convirtió en el mar de Littorina cuando el aumento del nivel del mar atravesó el río Dana formando el Gran Belt. Esta transformación fue gradual ya que el agua salada había comenzado a ingresar al lago Ancylus 8800 años AP El agua salada que ingresó al lago resultó en pulsos episódicos de agua salobre. Sin embargo, la fase final del lago Ancylus se produjo entre el año 7800 y el 7200 AP cuando Øresund se inundó y provocó una entrada masiva de agua salada.
Las costas del lago Ancylus se pueden encontrar hoy hacia 60m sobre el nivel del mar en el sur de Finlandia y unos 200m cerca del norte del Golfo de Botnia.

## Historia de la investigación

### Descubrimiento

Lago Ancylus hacia 8700 años AP. El casquete de hielo escandinavo encogido se muestra en blanco. Svea älv era un estrecho dentro del lago, mientras que Göta älv formaba una salida al mar Atlántico.

En 1887, Henrik Munthe fue el primer geólogo en llegar a la conclusión de que el Mar Báltico debió haber sido alguna vez un lago de agua dulce. Munthe lo hizo después de encontrar fósiles del caracol Ancylus fluviatilis en sedimentos. Si bien estos fósiles también fueron encontrados un poco antes que él por otros geólogos, pensaron que pertenecían a ríos, pequeños lagos anteriores o agua salobre, sin darse cuenta de la existencia del lago. Los geólogos se habían suscrito hasta entonces a un esquema simple para la evolución del Mar Báltico donde los pequeños lagos de hielo locales fueron reemplazados por el Mar de Yoldia que luego evolucionó directamente al Mar de Littorina. El lago fue nombrado por Gerard De Geer en 1890 después de los fósiles.

### Controversia
La falta de una salida obvia del lago dio lugar a debates intermitentes que involucraron no solo a Munthe y De Geer, sino también a Ernst Antevs, Arvid Högbom, Axel Gavelin, N .O. Holst y H. Hedström. Como faltaba la salida, había dudas sobre si el lago Vänern había sido parte del lago o no, y sobre la posición de su salida o si realmente existía una salida considerando que el lago podría haber estado al nivel del mar.
Lennart von Post descubrió por accidente un pequeño cañón cerca de Degerfors en 1923 que pensó que podría ser la salida difícil de alcanzar. Esto llegó con el tiempo para ser conocido como río Svea. Von Post colaboró inicialmente con Munthe para estudiar el río Svea, pero su colaboración fracasó en 1927 por cuestiones personales. La idea de que el cañón del río Svea era la desembocadura del lago Ancylus fue perdiendo terreno gradualmente gracias a los trabajos de Sten Florin, Astrid Cleve y Curt Fredén. En 1927, Cleve, que ya era «un paria de la comunidad geológica» comentó en un artículo de opinión en Svenska Dagbladet sobre una propuesta de hacer del río Svea un monumento nacional. Apoyó la idea de proteger el área pero criticó la interpretación establecida de Munthe y von Post. Munthe respondió en Dagens Nyheter y el debate se convirtió en una disputa personal en dos cartas periodísticas más en enero de 1928. Cleve describió sus ideas para el río Svea y el lago Ancylus en detalle en 1930, elaborando una teoría alternativa e intrincada que implicaba movimientos tectónicos. En 1946 había cambiado de opinión cuando propuso una teoría completamente diferente que afirmaba que los cañones y baches del río Svea formados por drenaje subglacial no tenían nada que ver con el lago Ancylus. El río Svea finalmente fue descartado en 1981 cuando se encontraron baches que eran anteriores al lago.
La desaparición del río Svea llevó a los autores a fines de la década de 1970 y 1980 a revisar la idea de que el lago Ancylus de agua dulce estaba al nivel del mar. Estudios posteriores confirmaron entonces que Vänern era parte del lago y que estaba sobre el nivel del mar, descartando la idea de un lago a nivel del mar por segunda vez.